# F. O. 매티슨
F. O. 매티슨(영어: Francis Otto Mattiessen, 1902년 2월 19일 ~ 1950년 4월 1일)는 미국 문학과 미국학 분야에서 교육가, 학자이며 문학 비평가이다. 그의 가장 알려진 작품은 《미국인의 르네상스》로 19세기의 미국 작가들 몇 명에 대한 업적을 소개한다. 또한 그는 진보 정치가로 알려져 있다. 하버드 대학교에 주로 공헌하였다.